# تیگدا
تیگدا (به لاتین: Tygda) یک منطقهٔ مسکونی در روسیه است که در استان آمور واقع شده‌است. تیگدا ۳٬۳۱۹ نفر جمعیت دارد.